# 伊良コーラ
伊良コーラ（いよしコーラ）は、日本のクラフトコーラのひとつである。東京都新宿区の伊良コーラ総本店で製造・販売されている。

## 誕生の経緯

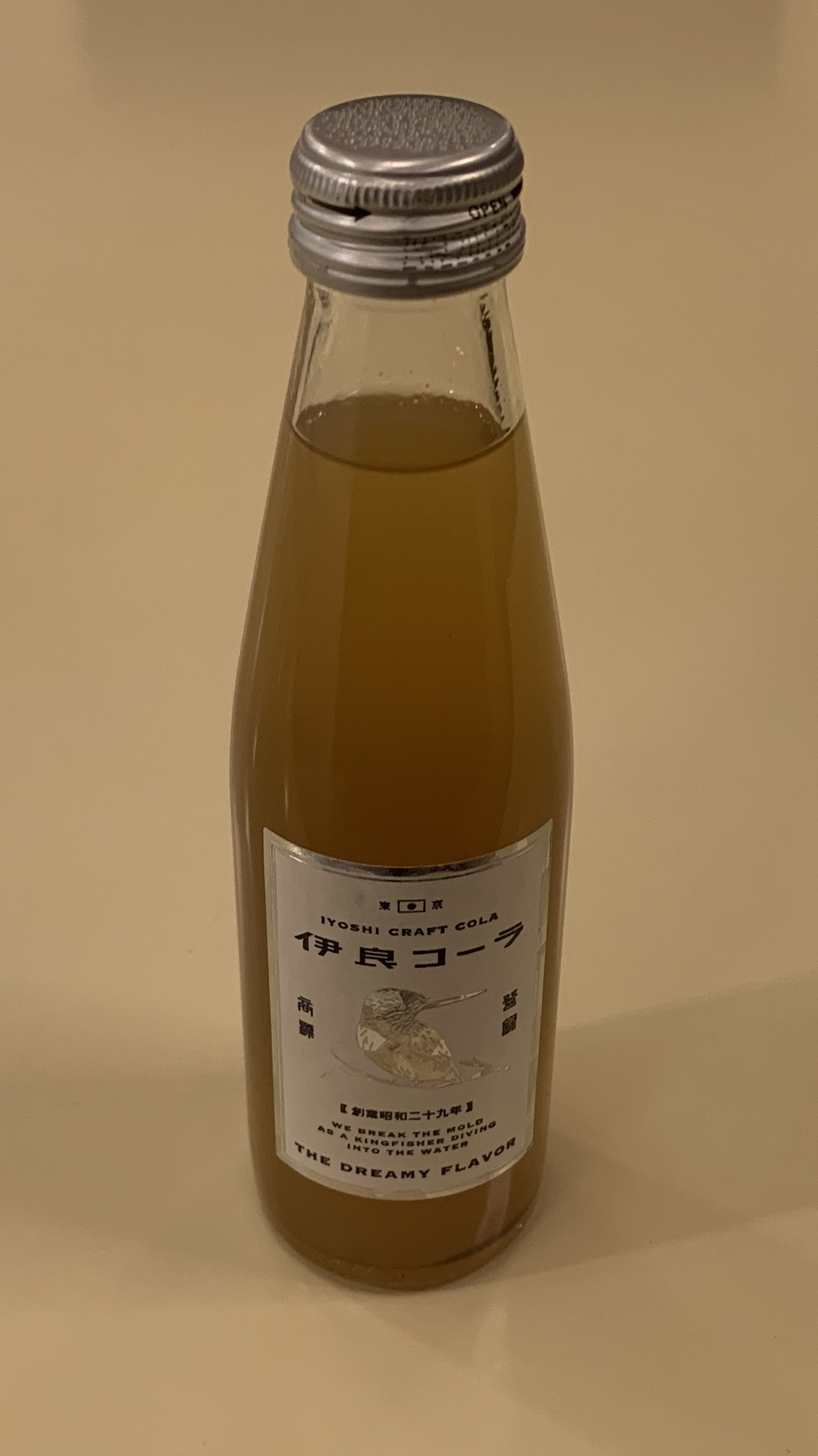
伊良コーラの看板商品「THE DREAMY FLAVOR」

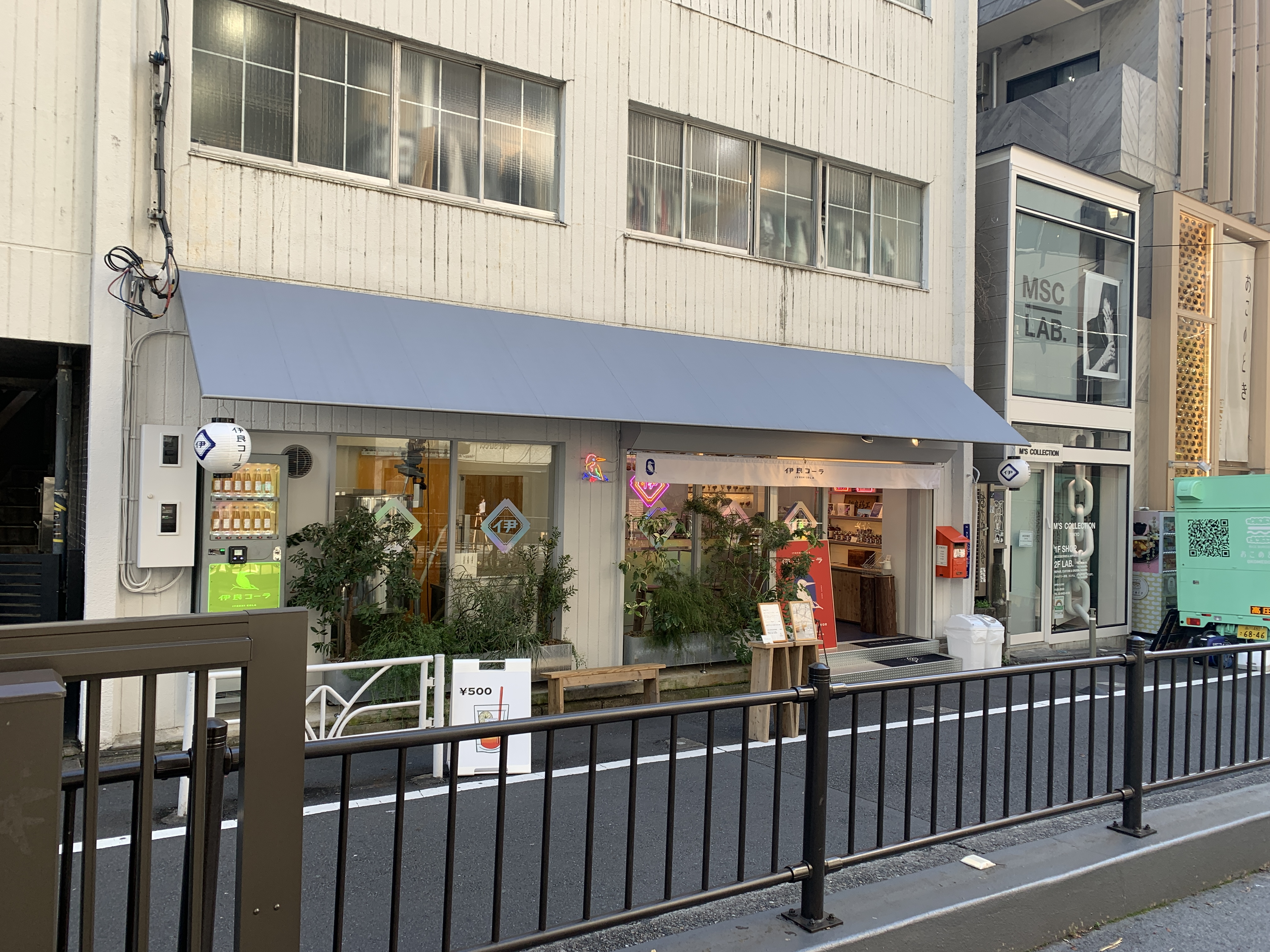
キャットストリートに所在する渋谷店

1989年に新宿区下落合で生まれた小林隆英（コーラ小林）が、ネットサーフィンしていた際に偶然発見した、コカ・コーラの発明者ジョン・ペンバートンのものとされる当時のレシピと、和漢方職人の祖父・伊東良太郎が残した資料を元に発明したコーラである。
小林は北海道大学農学部から東京大学大学院生命科学研究科に進学して同院を卒業後、2015年に広告代理店のアサツー ディ・ケイに入社。元々酒を好まず酒の席でコーラを注文していたことや、偏頭痛への対処としてカフェインを豊富に含むコーラを飲むようになったことで、コーラ愛飲家となる。大学時代や仕事で訪れた世界各国で30種類ものコーラと出会った。
社会人1年目のある日、偶然インターネット上で発見したコカ・コーラの開発当初のレシピとされるものが記載された英語のサイトを見て、当時居住していた目黒区祐天寺のスーパーマーケットで材料を買い求め、コーラ作りに挑戦。完成したコーラは感動するような味ではなかったが、「もっと美味しいコーラを作りたい」と考え、仕事の息抜きとしてコーラ作りを行うようになる。しかしインターネット上に掲載されていた、エッセンシャルオイルで作るコーラと、スパイスから作るコーラでは工程が異なる。スパイスから作るコーラは火入れの工程が入るため、自ら工夫を行うしかなかった。
コーラ作りを開始した2年後の2017年に祖父の伊東が死去。祖父の工房「伊良葯工（やっこう）」の整理をしていた際、古い道具やレシピなどが大量に見つかる。家族との会話の中で祖父の仕事の様子を聞いた小林は、コーラ作りに活用できると考え、自宅に戻りコーラ作りを開始。2018年6月、スパイスの火を入れる工程や煮込む順番を工夫して出来上がったシロップを同僚に試飲してもらうと好評を博したことで自信を深める。小林は、後述するように伊良コーラ事業が軌道に乗った後になって、ペンバートンも漢方医学を勉強していたことを知ったという。
翌7月、渋谷区の国際連合大学前で開催されている青山ファーマーズマーケットに「カワセミ号」と名付けたキッチンカーで出店。屋号は祖父の工房の名前を引き継いだ。SNSでの告知等もあえて行っていなかったが、150本のコーラは全て完売した。
その後、平日は会社員として勤務する傍ら休日を利用してマーケットに出向く生活を続けていたが2018年12月に退職し、2019年1月29日に株式会社GRAND GIFTを設立。2020年に祖父の下落合の工房を改装し、1号店として開店した。2019年には百貨店の三越伊勢丹で取り扱いが始まり、2020年には髙島屋にもギフト商品として採用され、髙島屋との取引が、シロップ以外に、そのまま飲める瓶入りを製造するきっかけとなった。瓶入りは台湾や韓国に輸出されているほか、2023年3月には缶入りも追加し、コンビニエンスストアのナチュラルローソンや、成城石井、北野エースなどの食品専門店で取り扱いされている他、通常のローソンでもスポットでの販売実績もある。
2021年4月にはクラウドファンディングで支援を募り、創業ゆかりの地であるキャットストリート（旧渋谷川遊歩道路、リヤカーを引いて販売していた）に2号店を出店。新型コロナウイルス感染症の世界的流行の渦中ではあったが、「コーラで笑顔になってほしい」として出店を決断した。
総本店下落合は、コーラのルーツを伝えることを重視した作りになっている。渋谷店はオープン当時、宇宙をコンセプトとした作りになっていたが、2023年8月にリニューアル、ヴィンテージの古材を基調とした落ち着いた雰囲気へと変わり、和漢方薬局のイメージに近づいた。あくまで完成ではなく今後も変化していくとしている。また、リニューアルと同時に渋谷神宮前店に改名した。

## 商品

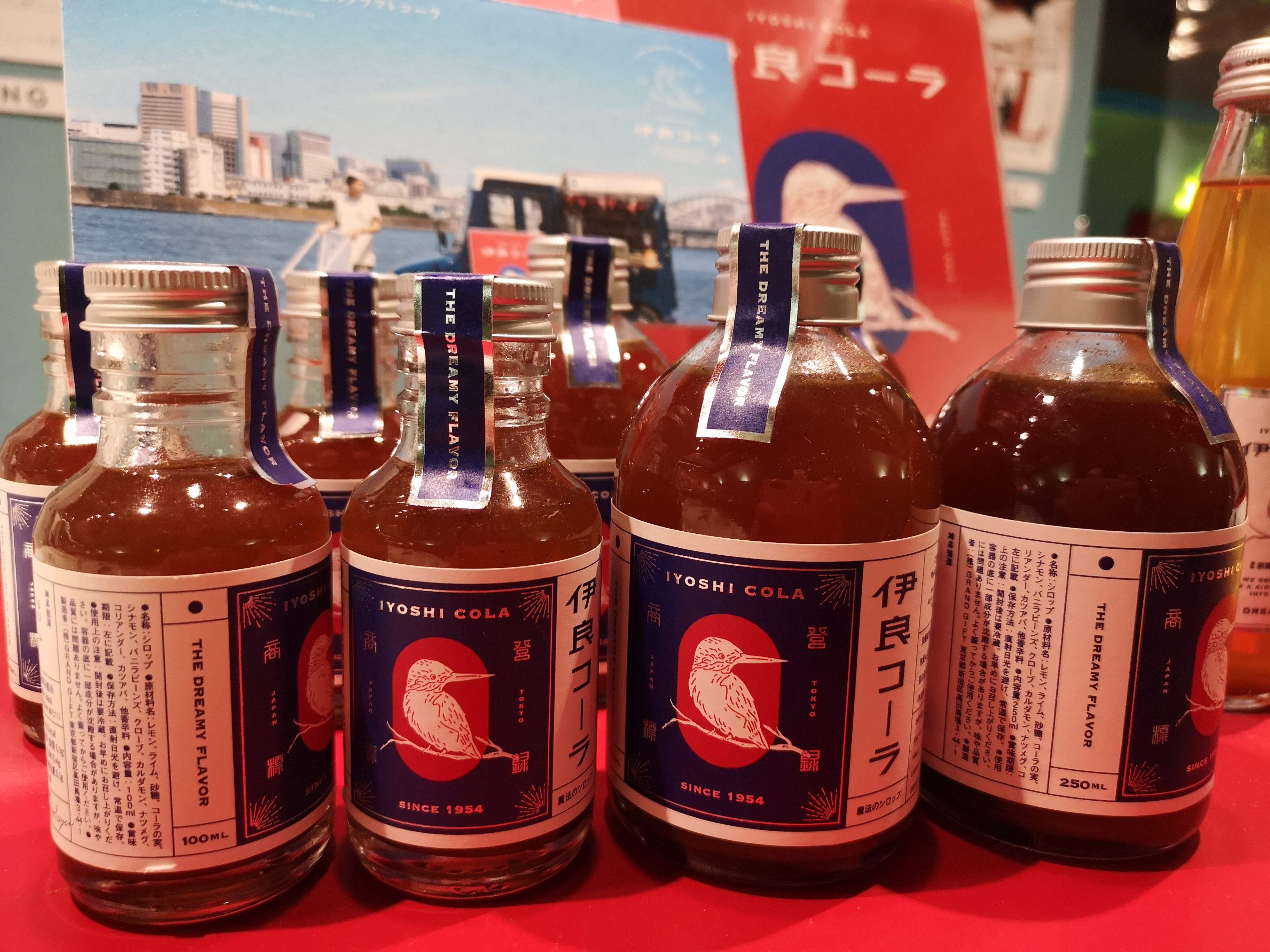
伊良コーラの原料シロップ。炭酸水で4倍に希釈することで伊良コーラとなる。

商品は主力の「THE DREAMY FLAVOR」の他、コーラシロップを炭酸水|（ソーダ）と牛乳で割る「ミルコーラ」、ユズやサンショウなど国産素材を調合して作る「THE JAPAN EDITION」、そのまますぐに飲めるRTD商品などがある。
RTD商品は友桝飲料に製造委託している。
商品には、パウチと、前述のように瓶入りと缶入りで販売されている。スパイスが全て記載されていたり、サインが入れられたりしているなどパッケージにも工夫がなされており、祖父が生きた大正・昭和のレトロ感を全面に押し出している。また、缶入りには「IYOSHIの魔法の使い方」として、開栓前に「逆さまにして10秒。それが美味しく飲む魔法。」と書かれている。
全て手作りで製造されており、1回の仕込みで作れる原液の量は約30リットル。完成までには熟成期間を入れて1週間かかる。クローブやカルダモン、ラベンダーなど元々のレシピにはなかった15種類以上のスパイスや柑橘類などを煮込んでおり、中でもコーラという名称の語源とも言われるコーラの実に拘っている。コーラの実は味の根幹を成すものではなく、現在ではコカ・コーラもペプシコーラも原料に使用していないとされているが、ガーナで神聖な食べ物とされていることに目をつけ現地から輸入している。
味や香りを抽出した後の「コーラかす」はかつては使い道がなかったが、高円寺（東京都杉並区）にある銭湯「小杉湯」から2020年に提案されて、薬湯の素材として使われるようになった。
工房がある神田川沿いに多く生息するカワセミをロゴとしている。鳥なのに水に飛び込むということで、常識や既成概念を壊すという思いも込められている。